# Dick's Picks Volume 8
Dick's Picks Volume 8 je koncertní trojalbum skupiny Grateful Dead. Jedná se o osmé pokračování série Dick's Picks. Nahrávky pochází z 2. května roku 1970, kdy byli nahrány v Harpur College v newyorském Binghamptonu. Album vyšlo v roce 1997.

## Seznam skladeb
| Disk 1 | Disk 1                   | Disk 1                 | Disk 1 |
| Pořadí | Název                    | Autor                  | Délka  |
| ------ | ------------------------ | ---------------------- | ------ |
| 1.     | Don't Ease Me In         | traditional            | 4:38   |
| 2.     | I Know You Rider         | traditional            | 7:51   |
| 3.     | Friend of the Devil      | Garcia, Dawson, Hunter | 5:57   |
| 4.     | Dire Wolf                | Garcia, Hunter         | 4:56   |
| 5.     | Beat It on Down the Line | Fuller                 | 3:13   |
| 6.     | Black Peter              | Garcia, Hunter         | 7:02   |
| 7.     | Candyman                 | Garcia, Hunter         | 1:43   |
| 8.     | Cumberland Blues         | Garcia, Hunter, Lesh   | 5:47   |
| 9.     | Deep Elem Blues          | traditional            | 7:30   |
| 10.    | Cold Jordan              | traditional            | 2:35   |
| 11.    | Uncle John's Band        | Garcia, Hunter         | 6:28   |

| Disk 2 | Disk 2                | Disk 2               | Disk 2 |
| Pořadí | Název                 | Autor                | Délka  |
| ------ | --------------------- | -------------------- | ------ |
| 1.     | St. Stephen           | Garcia, Hunter, Lesh | 3:23   |
| 2.     | Cryptical Envelopment | Garcia               | 1:54   |
| 3.     | Drums                 | Hart, Kreutzmann     | 3:28   |
| 4.     | The Other One         | Weir, Kreutzmann     | 13:56  |
| 5.     | Cryptical Envelopment | Garcia               | 8:59   |
| 6.     | Cosmic Charlie        | Garcia, Hunter       | 7:23   |
| 7.     | Casey Jones           | Garcia, Hunter       | 4:45   |
| 8.     | Good Lovin'           | Resnick, Clark       | 15:10  |

| Disk 3         | Disk 3                 | Disk 3                     | Disk 3 |
| Pořadí         | Název                  | Autor                      | Délka  |
| -------------- | ---------------------- | -------------------------- | ------ |
| 1.             | It's a Man's World     | Brown, Jones, Newsome      | 10:04  |
| 2.             | Dancing in the Streets | Stevenson, Gaye, I. Hunter | 15:42  |
| 3.             | Morning Dew            | Dobson, Rose               | 12:40  |
| 4.             | Viola Lee Blues        | Lewis                      | 16:35  |
| 5.             | We Bid You Goodnight   | traditional                | 4:59   |
| Celková délka: | Celková délka:         | Celková délka:             | 177:41 |

## Sestava
Grateful Dead
- Jerry Garcia - sólová kytara, zpěv
- Bob Weir - rytmická kytara, zpěv
- Phil Lesh - basová kytara, zpěv
- Mickey Hart - bicí
- Bill Kreutzmann - bicí
- Ron „Pigpen“ McKernan - Hammondovy varhany, harmonika, zpěv

Hosté
- John Dawson – zpěv v „Cold Jordan“
- David Nelson – mandolína v „Cold Jordan“